# أوليه دانيال إنرسن
أوليه دانيال إنرسن (بالنرويجية: Ole Daniel Enersen) هو متسلق جبال ومصور وصحفي وكاتب ومؤرخ طبي؛ ولد في أوسلو عاصمة النرويج في 14 آذار 1943. تسلق جبل ترولفغن في رومسدال في النرويج مع ليف نرومان بيترسون وأود إلياسن ويون تايغلاند.
في عام 2000 نشر رواية عنوانها: «التنين الذي أحبني» (بالنرويجية: Dragen som elsket meg). نشر وأدار موقع من سمى هذا؟ (بالإنجليزية: ?Who Named It)، وهو موقع مسامي طبية ضخم.